# Alejandro Marqués
Alejandro José Marqués Méndez (* 4. August 2000 in Caracas) ist ein spanisch-venezolanischer Fußballspieler. Der Stürmer steht seit 2023 beim Erstligisten GD Estoril Praia in Portugal unter Vertrag.

## Karriere

### Verein
Marqués wurde in Caracas geboren und zog im Alter von 13 Jahren nach Spanien. 2013 begann er für die Jugendabteilung von Espanyol Barcelona zu spielen. Anschließend wechselte er im folgenden Jahr zu Jàbac Terrassa, bevor er am 14. Juni 2017 zum FC Barcelona wechselte. Marqués gab sein Debüt für die Reservemannschaft von Barcelona in der Segunda División am 17. März 2018 beim 1:1-Auswärtsspiel gegen den Lorca FC. Außerdem gewann er am Ende der Spielzeit mit den A-Junioren des Vereins die UEFA Youth League, beim 3:0-Finalsieg über den FC Chelsea erzielte er die ersten beiden Treffer.
Am 24. Januar 2020 wechselte er für 8,2 Millionen Euro zu Juventus Turin. Sechs Monate später wurde Marqués als einer von 100 U21-Spielern in Europa für den Golden Boy 2020 nominiert. Nachdem er dort nur in dessen Reservemannschaft zum Einsatz gekommen war, folgten Ausleihen nach Spanien zum CD Mirandés sowie GD Estoril Praia aus Portugal, letzterer verpflichtete Marqués dann im Sommer 2023 auch fest.

### Nationalmannschaft
Marqués war zwar berechtigt, seine Heimat Venezuela in internationalen Spielen zu vertreten, wurde jedoch in die spanische U19-Nationalmannschaft berufen. Er vertrat Spanien bei der U-19-Fußball-Europameisterschaft 2019, erzielte drei Tore in neun Spielen und gewann mit seiner Mannschaft den Titel. Am 16. Juni 2023 debütierte er dann jedoch für die venezolanische A-Nationalmannschaft bei einem 1:0-Testspielsieg in Honduras.

## Erfolge

### Verein
FC Barcelona U-19
- UEFA-Youth-League-Sieger: 2017/18

Juventus Turin U-23
- Coppa-Italia-Serie-C-Sieger: 2019/20

### Nationalmannschaft
Spanien U-19
- U-19-Europameister: 2019